# Aeroportul Oum el Bouaghi
Aeroportul Oum el Bouaghi (IATA: QMH, ICAO: DABO) este un aeroport din Algeria ce deservește zona Aïn Beïda.
Situat la o altitudine de 960 m, aeroportul dispune de o singură pistă.